# Saturday Night's Alright for Fighting
〈Saturday Night's Alright for Fighting〉은 영국의 음악가 엘튼 존이 원래 녹음한 곡이다. 존은 오랜 기간 동안 작곡한 파트너 버니 토핀과 함께 작곡했다. 이 곡은 존의 1973년 스튜디오 음반인 《Goodbye Yellow Brick Road》와 첫 번째 싱글로 발매되었다. 이 곡은 존이 가장 비판적이고 상업적으로 성공한 싱글들 중 하나로 영국에서 7번째 히트 음반이다.